# Bremer Frauenbewegung
Die Bremer Frauenbewegung hat durch verschiedene Vereine, Gruppierungen und Bildungseinrichtungen seit dem 19. Jahrhundert die zunehmende, reale Gleichberechtigung von Frauen und Männern in Bremen bewirkt.

## Geschichte

### Erste Aktivitäten im 19. Jhd.
Die ersten Frauenbewegungen forderten bereits Ende des 18. Jahrhunderts die politische und gesellschaftliche Gleichberechtigung von Frauen und Männern. Die Verstärkung der sozialen Bewegung für mehr Frauenrechte und eine bessere Rechtsstellung der Frau konnte sich erst nach 1848 in der zweiten Hälfte des 19. Jahrhunderts in Deutschland entwickeln. 1849 entstand die erste deutsche Frauen-Zeitung und 1865 wurde der Allgemeine Deutsche Frauenverein (ADF) in Leipzig gegründet. Die ersten Frauenrechtlerinnen hatten als Hauptziele das Frauenwahlrecht. Sie wurden auch – häufig abwertend – als Suffragetten (englisch suffrage = Wahlrecht) bezeichnet.
Die ersten Frauenvereine in Bremen waren karitativ tätig:
- Der Kleine Frauenverein von 1814 bestand bis etwa 1939. Er kümmerte sich um die Pflege von Verwundeten und war Hilfe für die Armen. Später bot er Ausbildungshilfen für hauswirtschaftliche Berufe an.
- Der Große Frauenverein von 1816 bestand bis etwa 1923/24. Er unterstützte auch bedürftige Frauen und gebrechliche, kranke, ältere Menschen und bot Nähkurse und Hilfen an. Mehrere Stiftungen des Vereins aus der Zeit von 1890 bis 1906 verloren ihr Vermögen während der Inflationszeit.
- Der Frauenkrankenverein von 1841 bestand bis zur Inflationszeit von 1923/24. Er gewährte Hilfen für arme und kranke Frauen und später auch für kranke Kinder. Aus dem Verein entwickelte sich der Verein für weibliche Krankenpflege, der um 1910 über 500 Kranke in 14 Distrikten versorgte.
- Der Frauenverein vom Roten Kreuz für Deutsche über See
- Drei Vaterländische Frauenvereine (Bremen, Bremerhaven und Vegesack) arbeiteten mit dem Roten Kreuz zusammen und schlossen sich 1918 dem Roten Kreuz an.

Im ländlichen Zuständigkeitsbereich der Landherren konnten nur die Bauern ihre Geschworenen (Gemeindevertreter) wählen. Frauen durften nur wählen, wenn „sie die Regier auf ihre Stellen hatten“, in der Regel also waren das die Witwen mit einem Bauernhof.
Ab 1848 setzte sich die Frauenrechtlerin Marie Mindermann für den revolutionären, demokratischen Pastor Rudolph Dulon (1807–1870) zur Zeit der Märzrevolution 1848 ein. 1851/52 schrieb sie verschiedene anonyme Schriften. Der Senat der Freien Hansestadt Bremen verklagte sie und sie wurde 1852 zu acht Tagen Gefängnis verurteilt. Das Frauenwahlrecht fand sich aber auch nicht in der Bremer Verfassung von 1849. Die erste demokratische Bewegung wurde in Bremen um 1851 niedergeschlagen.
Der Kampf der Frauenbewegung hatte einen ersten Höhepunkt in den 1890er Jahren, als Frauen gegen das geplante Familienrecht des neuen Bürgerliches Gesetzbuchs (BGB) rebellierten. Erst seit der Aufhebung der Vereinsgesetze von 1908, die Frauen seit 1850 den Zugang zu politischen Vereinen und Versammlungen verboten hatten, konnten Frauen als Parteimitglieder aktiver werden.
Der Internationale Frauentag entwickelte sich auf der 2. Internationale sozialistische Frauenkonferenz von 1910 in Kopenhagen unter dem Motto „Agitation für das Frauenwahlrecht“. Jedes Jahr sollte nunmehr ein Frauentag organisiert werden. Erst 1914 wurde der Internationale Frauentag am 8. März gefeiert, so auch in Bremen. Er wurde nach 1920 zunächst zu einer kommunistischen Veranstaltung. 1975, im internationalen Jahr der Frau, richteten die Vereinten Nationen erstmals am 8. März eine Feier aus. Seit 1982 wurde der 8. März als Internationaler Frauentag des Deutschen Gewerkschaftsbundes (DGB) in allen seinen Gliederungen begangen.

#### Durch Bildung zur Emanzipation

##### Schulwesen

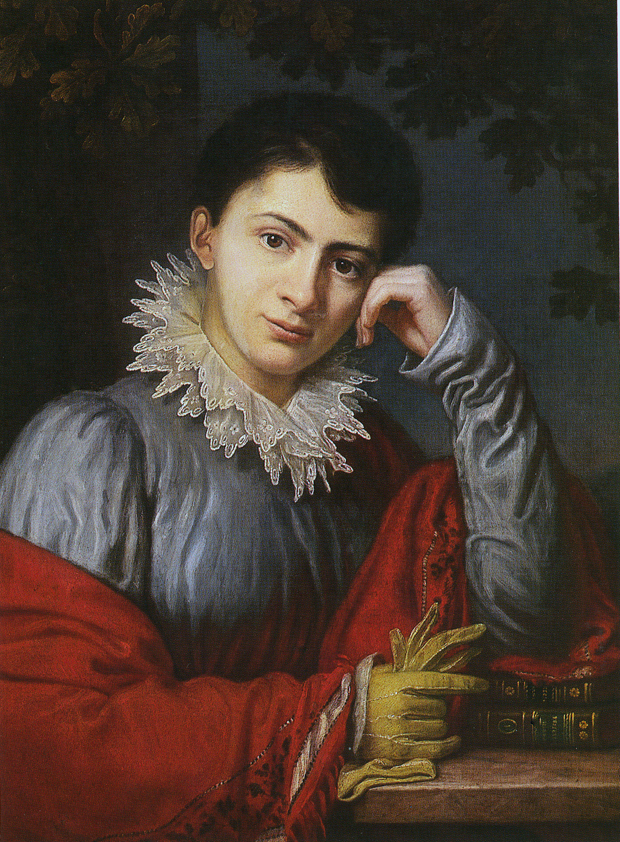
Betty Gleim, Gemälde von Georg Friedrich Adolph Schöner

In den alten Bremer Lateinschulen aus dem 15. bis zum 18. Jahrhundert wie dem Paedagogeum und Gymnasium illustre sowie dem Athenaeum wurden keine Frauen unterrichtet. Das Bildungswesen für Mädchen sollte bis 1916 eine Angelegenheit von Privatschulen sein. In den Klippschulen oder Kirchspielschulen wurden seit der Mitte des 19. Jahrhunderts auch Mädchen unterrichtet. Betty Gleim eröffnete 1806 eine Lehranstalt für Mädchen, die bis 1815 Bestand hatte. Gleims Vorschläge wurden erst in der zweiten Hälfte des 19. Jahrhunderts von Pädagogen aufgenommen und bei der Gründung von Lehrerinnenseminaren und Mädchenschulen umgesetzt.
Im Bremer Schulwesen gab es Höhere Mädchen- oder Töchterschulen erst seit 1858. Bis 1922 wurden dann verschiedene private Höhere Töchterschulen oder Höhere Mädchenschulen gegründet. Um 1870 sind in Bremen fünf Höhere Töchterschulen bekannt.
- Das Kippenberg-Gymnasium wurde 1859 von August Kippenberg als privates Lehrerinnenseminar gegründet, 1868 zur Lehranstalt für erwachsene Töchter und Lehrerinnenseminar erweitert, 1872 dann Höhere Töchterschule und bald die größte private höheren Mädchenschule Deutschlands. 1889 übernahmen Johanne Kippenberg die Leitung der Schule.
- Seit etwa 1860 gab es die Höheren Mädchenschulen von Frl. Struckmann.
- Nach 1860 bestand die Höhere Mädchenschule von Frl. Albers und Herrn Habenich.
- 1870 eröffnete Emilie Bendel eine eigene Höhere Töchterschule.
- 1878 übernahm Ida Janson die Leitung einer Töchter-Bürgerschule. Angeschlossen war dieser Schule ein Lehrerinnenseminar mit Mathilde Lammers als Vorsteherin.
- 1909 gründete Anna Schomburg eine höhere Schule an der Hamburger Straße; daraus wurde 1914 das Lyzeum Schomburg.

1913 nahmen Magda Böttner und Anna Vietor als erste Frauen, als beratende Mitglieder an der Arbeit der Schuldeputation teil. Bis 1916 erfolgte die höhere Schulbildung für Mädchen nur an privaten Schulen. 1916 wurde das erste Städtische Lyzeum durch die Studienanstalt an der Kleinen Helle, mit einer Art Realschule und einer gymnasialen Oberstufe, gegründet.

##### Frauenerwerbsverein

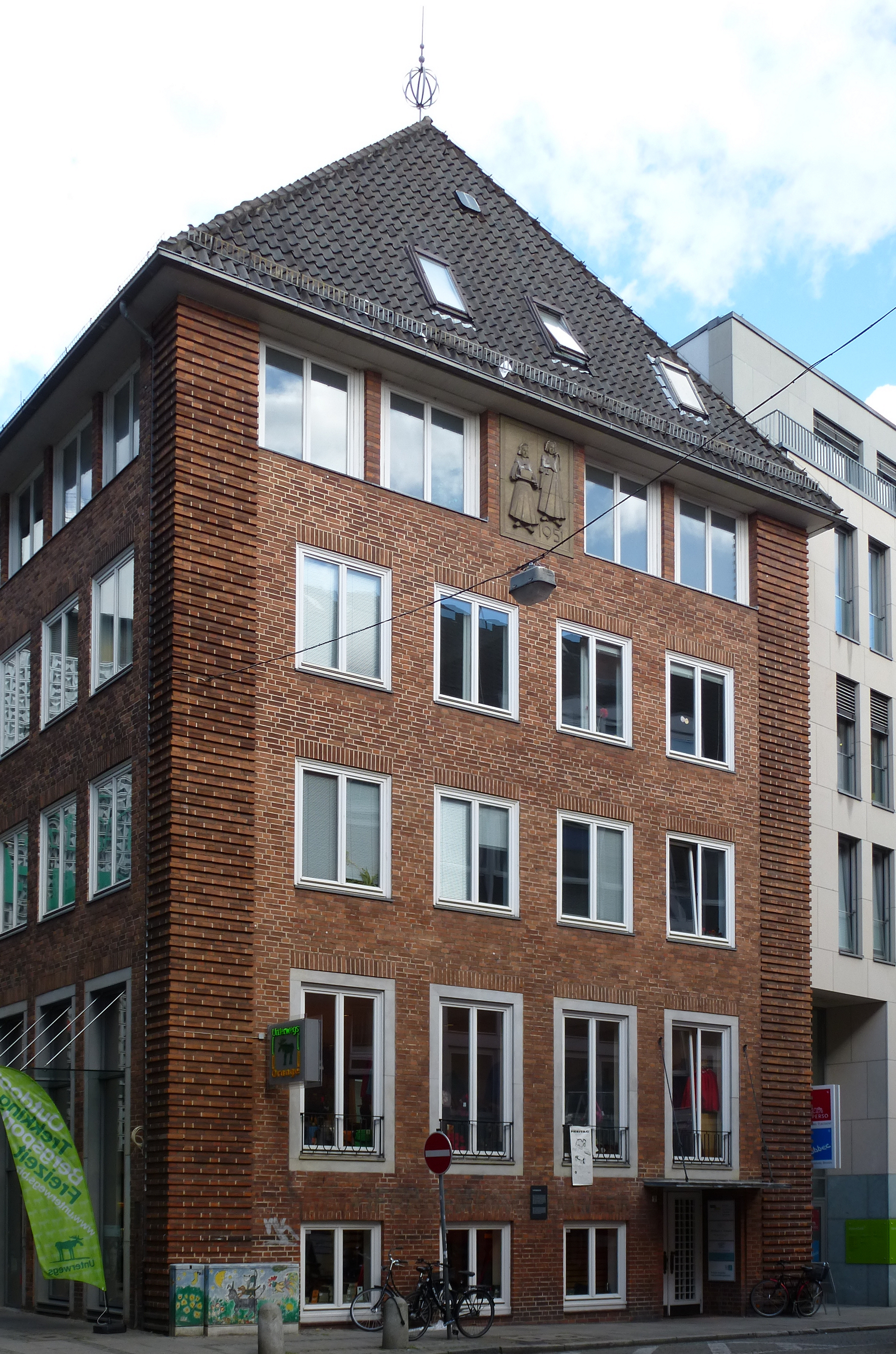
Haus des Frauen-Erwerbs- und Ausbildungsverein von 1951

1867 entstand in Bremen der Verein zur Erweiterung des weiblichen Arbeitsgebietes der in den folgenden Jahren Frauenerwerbsverein genannt wurde und dann seit 1895 als Frauen-Erwerbs- und Ausbildungsverein (FEAV) firmierte. Gründerinnen waren unter anderen Marie Mindermann, Ottilie Hoffmann und Henny Sattler. Von 1893 bis 1898 hatte der Verein in der Bremer Altstadt, im Haus Geeren Nr. 47, seinen Hauptsitz. 1898 war die Eröffnung des ersten eigenen Vereinshauses des FEAV in Bremen-Mitte in der Pelzerstraße Nr. 8/11. 1918 wurde Agnes Heineken Direktorin der Schulen des FEAVs. 1933 wurde der Frauenerwerbsverein aufgelöst. Gleich nach dem Krieg erfolgte 1945 die Wiederaufnahme der Aktivitäten. 1946 trat der Verein dem neu gegründeten Bremer Frauenausschuss bei. Seit 1952 ist der Verein in seinem Neubau in der Carl-Ronning-Straße 2/Pelzerstraße. Der Verein löst sich zum Jahresende 2018 auf und das Vermögen geht an die Stiftung der Universität Bremen über.

##### Studium
Erst seit dem Ende des 19. Jahrhunderts wurde an deutschen Universitäten allmählich die Immatrikulation von Frauen erlaubt. Jahrhundertelang waren die Hochschulen eine fast ausschließlich männliche Domäne gewesen.
Anna Stemmermann promovierte 1907 in Leipzig zum Dr. med. und war 1920 die erste zugelassene Ärztin in Bremen.

#### Politik und Frauenwahlrecht
Der Verein für Frauenstimmrecht kämpft seit etwa 1900 für das Frauenwahlrecht in Bremen und Deutschland. In dem Verein war Rita Bardenheuer aktiv. Sie sprach sich gegen das ständische Acht-Klassenwahlrecht von 1854 bis 1918 in Bremen aus. 1910 wurde der Bremer Verein für Frauenwahlrecht gegründet und von den Sozialdemokraten aber auch von einigen liberalen Politikern unterstützt. In den Parteien nahmen jedoch Frauen keine größeren Rollen war.
1890 versuchten die Sozialdemokraten erstmals das Frauenwahlrecht in der Bremischen Bürgerschaft durchzusetzen. Die liberale und konservative Mehrheit lehnte „mit Gelächter und Unruhe“ den Antrag ohne Debatte ab. Ein erneuter Antrag der Bremer SPD vom Mai 1914 in der Bürgerschaft zur Einführung des Frauenwahlrechts wurde von allen anderen Parteien erneut mit großer Mehrheit abgelehnt.
Anna Stiegler nahm 1904 an der Dritten Sozialdemokratischen Frauenkonferenz in Bremen teil. Rita Bardenheuer war 1909 Mitgründerin des seit 1904 bestehenden Bundes für Mutterschutz und Sexualreform in Bremen.

#### Arbeitsleben
Um 1888 verdienten männliche Tagearbeiter um die 3,50 Mark pro Tag, weibliche hingegen 2 Mark pro Tag. Fast 2000 Frauen, die um diese Zeit bei der Jute-Spinnerei und Weberei Bremen arbeiteten, erhielten 8 bis 9 Mark pro Woche, also nur 1,50 Mark pro Tag. 1897 betrug die Arbeitszeit bei 75 % der Lohnempfänger 10 Stunden pro Tag. Gegenüber den früheren Verhältnissen im Handwerk, bei bis zu 14 Stunden Arbeitszeit pro Tag, war das ein Fortschritt. 1899 erklärten 75 % der berufstätigen Frauen, sie müssten hinzuverdienen, weil der niedrige Lohn ihrer Männer sonst nicht ausreichen würde. Die Kinder berufstätiger Frauen blieben oft sich selbst überlassen. In der aufkommenden Bremer Industrie waren 1907 rund 27.000 Arbeiter beschäftigt, davon um die 10 % Frauen.

### Weimarer Republik
In der Revolution von 1918/1919 wurde in Bremen das Frauenwahlrecht von allen linken Parteien und einigen Liberalen befürwortet, während die Konservativen dieses Wahlrecht immer noch ablehnten. Im Arbeiter- und Soldatenrat in Bremen und in den Gremien der Bremer Räterepublik waren keine Frauen vertreten. Noch konnte sich die Forderung nach der Gleichberechtigung der Frauen in der Praxis nicht durchsetzen.
Bei der Wahl zur Deutschen Nationalversammlung am 19. Januar 1919 waren erstmals in Deutschland alle „Frauen, die am Wahltag das 20. Lebensjahr vollendet“ hatten, wahlberechtigt. 82,3 % nutzten ihre Chance. Obwohl die SPD für das Frauenstimmrecht seit längerem gekämpft hatten, wählten danach die Frauen eher rechtskonservative Parteien.
Die Verfassung des Deutschen Reichs vom 11. August 1919 – kurz auch Weimarer Verfassung genannt – bestimmte in Artikel 109
„Alle Deutschen sind vor dem Gesetze gleich. Männer und Frauen haben grundsätzlich dieselben staatsbürgerlichen Rechte und Pflichten.“
Noch war diese Rechtsgleichheit ein Staatsbürgerrecht und kein Menschenrecht, wie nach dem späteren Grundgesetz von 1949, noch wurde unterschieden: Männer und Frauen haben nur «grundsätzlich» dieselben Rechte. In der Weimarer Republik wurde der Reichstag von Männern und von Frauen ab 20 Jahren in allgemeiner, unmittelbarer, gleicher und geheimer Wahl gewählt. Das Wahlrecht für Frauen hatte sich durchgesetzt. Das Recht auf Erwerbsarbeit war noch Einschränkungen unterlegen, das Recht auf gleiche Bildung galt zwar formal, musste aber noch durchgesetzt werden. Die Zahl studierender Frauen nahm zu, sogar nach 1936 (!).
Zur verfassunggebenden Bremer Nationalversammlung von 1919/1920 wurden am 9. März 1919 von 200 Abgeordneten 18 Frauen (= 9 %). gewählt. In der Bremer Verfassung von 1920 war schließlich auch in Bremen das Frauenwahlrecht dauerhaft verankert.
Von 1919 bis 1945 gab es keine weiblichen Senatoren. Nur wenige Mitglieder der Bremischen Bürgerschaft waren von 1920 bis 1933 Frauen wie Minna Bahnson (DDP), Rita Bardenheuer (SPD), Gesine Becker (KPD), Hermine Berthold (SPD), Cecilie Brickenstein (DNVP), Hanna Harder (SPD), Elisabeth Jensen (SPD), Clara Jungmittag (SPD), Elise Kesselbeck (SPD, KPD), Elisabeth Lürssen (DVP), Helene Magarin (Bremerhaven) (SPD), Charlotte Niehaus (SPD), Mathilde Plate (DNVP), Käthe Popall (KPD), Verena Rodewald (DVP) Guste Schepp (Deutsche Staatspartei), Elise Schulenberg (DDP) und Anna Stiegler (SPD). In den sechs Bürgerschaftsperioden von 1920 bis 1930/1933 waren von den 120 Abgeordneten 10 bis 12 (= 8,3–10 %). Frauen. Die Bürgerschaftsfrauen bewegten in der kurzen Zeit der Weimarer Republik und danach verschiedene Frauenprobleme:
- Minna Bahnson (DDP) war in vielen Frauenvereinen aktiv vertreten.
- Rita Bardenheuer (SPD) war Mitglied der Internationalen Frauenliga für Frieden und Freiheit in Bremen.
- Gesine Becker (KPD) engagierte sich für die Lage der Arbeiterschaft und der Frauen.
- Hermine Berthold (SPD) war aktiv in der Frauengruppe der SPD und in der gewerkschaftsnahen Konsumgenossenschaft Vorwärts Bremen.
- Elise Kesselbeck (SPD, KPD) wirkte bei Frauenfragen.
- Elisabeth Lürssen war im Bund Deutscher Frauenvereine und im Deutschen Akademikerinnenbund aktiv. In der Schriftenreihe Quellen zur Frauenbewegung veröffentlichte sie ein Heft zum Thema Die Frauen des Absolutismus.
- Charlotte Niehaus (SPD) vertrat als aktives Mitglied der Arbeiterwohlfahrt das Wohlfahrtswesen und Frauenfragen.
- Mathilde Plate (DNVP) trat für die Stärkung der Frauenrechte ein und war Mitglied im Deutschen Frauenbund für alkoholfreie Kultur.
- Käthe Popall (KPD) vertrat 1930 als Betriebsrätin die Frauen bei der Bremer Jutespinnerei.
- Verena Rodewald (DVP) kämpfte für bessere Bildungschancen für Mädchen, trat für die Zulassung weiblicher Abgesandter in der Schulaufsicht ein und befürwortete den Erhalt von Frauenbadeanstalten an der Weser.
- Anna Stiegler (SPD) war bei vielen Frauenfragen aktiv. Als Widerstandskämpferin gegen die NS-Diktatur versuchte sie im Konzentrationslager Ravensbrück das Los ihrer Mitgefangenen zu lindern, die sie den „Engel von Ravensbrück“ nannten.

In der kurzen Zeit der Weimarer Republik fanden im öffentlichen Dienst nur wenige Frauen eine Position im gehobenen oder im höheren Dienst. Es fehlten noch die Frauen mit höheren und akademischen Abschlüssen und nur wenige fanden den Weg zu den Universitäten oder Akademien. In der Zeit des Nationalsozialismus wurden in der Praxis die Frauenrechte wieder zurückgedrängt.

### Nach 1945

#### Verfassungsrecht nach 1947/1949
1947 wurde durch die Bremische Bürgerschaft die Landesverfassung der Freien Hansestadt Bremen beschlossen, in der in Artikel 2 steht:
„Alle Menschen sind vor dem Gesetz gleich und haben das Recht auf gleiche wirtschaftliche und kulturelle Entwicklungsmöglichkeiten. Niemand darf wegen seines Geschlechts, seiner Abstammung, seiner sozialen Stellung, seiner religiösen oder politischen Anschauung bevorzugt oder benachteiligt werden.“
Im Artikel 3 des Grundgesetzes der Bundesrepublik von 1949 wurde aufgenommen:
„Männer und Frauen sind gleichberechtigt“.
Zwischen Verfassungsnorm und gesellschaftlicher Realität war es jedoch noch ein langer Weg.

#### Frauenausschuss

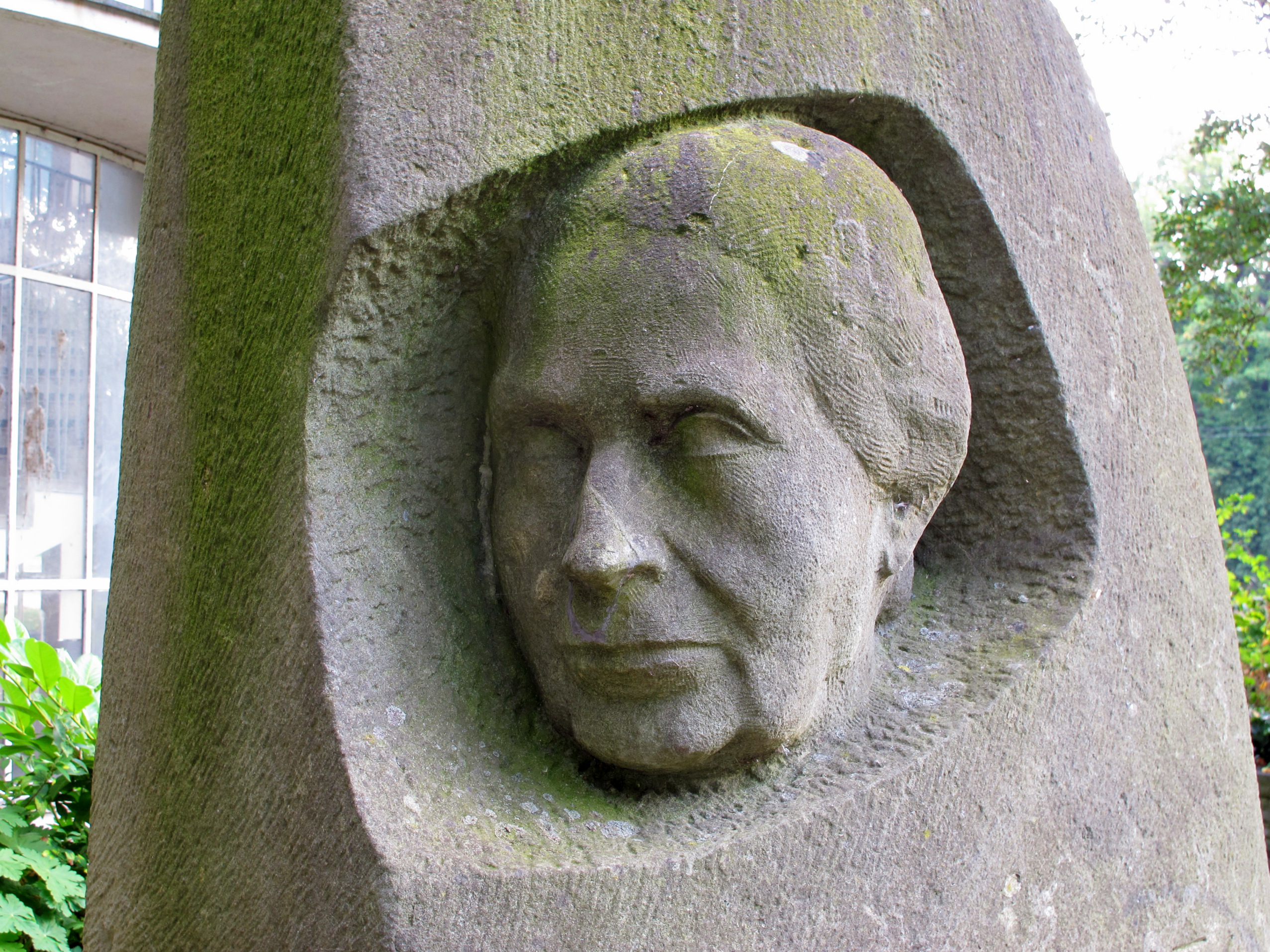
Agnes-Heineken-Denkmal beim Berufsbildungszentrum Bremen

1946 wurde durch Irmgard Enderle, Anna Klara Fischer, Agnes Heineken, Käthe Popall und Anna Stiegler der Bremer Frauenausschuss gegründet, ein gesellschaftlich anerkannter, überparteilicher und überkonfessioneller Dachverband von Frauenorganisationen aus allen gesellschaftlichen Bereichen des Landes Bremen. Die fünf Gründerfrauen bildeten den Geschäftsführenden Vorstand und veröffentlichten folgenden Appell:
„Wir haben einen Frauenausschuss ins Leben gerufen. Dieser Ausschuss soll helfend, beratend, aufrüttelnd und mobilisierend unter den Bremer Frauen wirken. Wir rufen den Frauen Bremens zu: Steht nicht vergrämt und gleichgültig beiseite! Kommt und helft! Es geht um euer Lebensglück, es geht um eure Kinder!“
Charlotte Niehaus und Elisabeth Lürssen kamen bald zum Frauenausschuss hinzu. Bremer Organisationen wie die SPD, die KPD, die Bremer Demokratische Volkspartei, die Gewerkschaftsverbände in Bremen, das Bremer Arbeiterhilfswerk, die Caritas, die Jüdische Gemeinde im Lande Bremen, die Organisation des Wohlfahrtsverbandes und die Internationalen Frauenliga für Frieden und Freiheit in Bremen waren im Frauenausschuss vertreten. Heute gehören dem Verband über 40 Organisationen an.
Als Vorsitzende der ersten Jahrzehnte wirkten Irmgard Enderle (SPD) (1946–1947), Charlotte Niehaus SPD (1947–1948), Agnes Heineken (FDP) (1949–1950), Anna Klara Fischer (1951–1959), Gisela Müller-Wolff (SPD) (um 1960) und Hannelore Spies (CDU) (1960er/70er Jahre).

#### Rechtliche und gesellschaftliche Entwicklung
1955 erklärte das Bundesarbeitsgerichts Frauenlöhne z. B. als Leichtlohngruppen für verfassungswidrig.

##### Unterricht
Die Koedukation, der gemeinsame Unterricht von Mädchen und Jungen in den Oberschulen, wurde in Wesermünde bereits in den 1930er Jahren praktiziert (z. B. Humboldtschule) und erst in den 1950er Jahren allgemein eingeführt. 1950 wurde das Lyzeum – die ehemalige Mädchenschule Anna Waetge an der Mainstraße – in die Oberschule am Leibnizplatz integriert. Die Koedukation gab es ab um 1950 an der Oberschule Hamburger Straße und der Lessingschule (Bremerhaven), ab 1955 an der Stormschule und der Pestalozzischule in Bremerhaven, ab 1956 an der Gerhard-Rohlfs-Oberschule, ab 1963 am Lyzeum an der Kleinen Helle und erst 1971 am Kippenberg-Gymnasium.

##### Hausfrauenehe
1958 wurde die gesetzlich festgelegte sogenannte Hausfrauenehe abgeschafft, wonach der Mann das Entscheidungsrecht in allen ehelichen Angelegenheiten hatte, einschließlich bei der Aufnahme eines Arbeitsverhältnisses der Frau, bei allen Verfügungen über das gesamte Vermögen und bei einer Wiederverheiratung zu den Rechten über die Kinder.
1969 erhielten Mütter das volle Sorgerecht für nichteheliche Kinder und besseren Unterhaltsanspruch gegenüber dem Vater.

##### § 218
1971 fand auf dem Bremer Marktplatz eine Großkundgebung der Bremer Frauenbewegung statt, die beim Schwangerschaftsabbruch für die ersatzlose Streichung des Paragrafen 218 im Strafgesetzbuch eintrat. 1974 wurde Paragraph 218 so verändert, dass eine Abtreibung während der ersten drei Schwangerschaftsmonate straffrei bleibt. 1976 kam es bei der Eröffnung eines Abtreibungsprozesses zu Protesten und zu Blockaden des Gerichtsgebäudes, verbunden mit Auseinandersetzungen mit der Polizei und konservativen Gegendemonstrationen. Auch in Vegesack wurden die Proteste ausgetragen. 1980 wurde in Bremen ein Brandanschlag gegen eine Arztpraxis für Schwangerschaftsabbrüche ausgeübt.

##### Familienrecht
1976 erfolgte die Reform des Ehe- und Familienrechts: Haushaltsführung und Erwerbstätigkeit wurden gleichrangig; es gilt die Gleichberechtigung bei finanziellen Angelegenheiten in der Ehe jenseits der Schlüsselgewalt (§ 1357). Zuvor durften Frauen formal nur erwerbstätig sein, soweit dies mit ihren Pflichten in der Familie vereinbar war; die Realität hatte sich aber zuvor schon geändert. Bei Ehescheidungen gilt nun das Zerrüttungsprinzip statt das Schuldprinzip. Es ist seit 1976 möglich, den Namen der Frau als Familienname zu wählen.

##### 1970er Jahre
Die Frauenbewegung verlagerte ihre Aktivitäten zu allgemeinen Themen für die Durchsetzung der Grundrechte für die Frauen. 1979 fand die erste Informationsbörse für Frauen in der unteren Rathaushalle statt und die Freie Hansestadt Bremen brachte die Broschüre Informationsbörse für Frauen heraus. Es folgten jährlich weitere Informationsbörsen. Mit dem Hexenzug demonstrierten 1979 rund 500 in der Innenstadt für ihr Anliegen. 1981 folgte die Demonstration Walpurgisnacht; hierbei kam es zu Zusammenstößen mit der Polizei.

##### Zentralstelle, Frauenbeauftragte

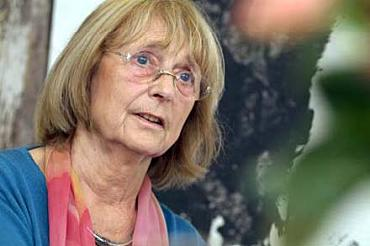
Ursel Kerstein (1994)

1980 wurde die Bremische Zentralstelle für die Verwirklichung der Gleichberechtigung der Frau (ZGF) als eine Behörde der Freien Hansestadt Bremen durch Gesetz eingerichtet. Ihr Auftrag ist es, darauf hinzuwirken und darüber zu wachen, dass das verfassungsrechtliche Gebot der Gleichberechtigung der Frau erfüllt wird. Geleitet wird die ZGF durch die Landesbeauftragte für Frauen. Die erste Frauenbeauftragte in Bremen war von 1982 bis 1994 die Bürgerschaftsabgeordnete Ursel Kerstein (SPD); ihr folgte Ulrike Hauffe (SPD) und seit 2017 Bettina Wilhelm (parteilos).
1989 fand in Bremerhaven die erste Frauenwoche statt.

##### Weitere Verbesserung der Rechtsstellung
Seit 1990 verbesserte das Bremische Landesgleichstellungsgesetz die Gleichstellung von Frauen im öffentlichen Dienst. Seit 1991 dürfen Frauen nicht mehr aus den Freiwilligen Feuerwehren ausgeschlossen werden.
1995 regelte das Beschäftigtenschutzgesetz den Schutz vor sexueller Belästigung am Arbeitsplatz. Der Bundestag beschließt ein neues Abtreibungsrecht. Ein Schwangerschaftsabbruch nach Beratung bleibt innerhalb der ersten 12 Wochen straffrei.
Seit 1997 ist die Vergewaltigung in der Ehe strafbar. 2000 beschloss der Europäische Gerichtshof, dass Frauen Soldatinnen werden dürfen.

##### Frauen in führenden Positionen
1993 konnte Maria Jepsen in Hamburg zur weltweit ersten Bischöfin der evangelisch-lutherischen
Kirche gewählt werden. 2005 wurden mit Annemarie Mevissen und Barbara Grobien zum ersten Mal zwei Frauen Ehrenbürgerinnen von Bremen.

##### Weitere Entwicklung
2002 gründete sich die Beratungsstelle für Betroffene von Frauenhandel und Zwangsprostitution (BBMeZ) in Bremen durch die Innere Mission Bremen mit Unterstützung der Bremischen Evangelischen Kirche und der ZGF.
2012 veröffentlichte Finanzsenatorin Karoline Linnert (Grüne) den Bericht zur Umsetzung des Landesgleichstellungsgesetzes mit der Einleitung: „Frauen holen kontinuierlich auf. Der positive Trend der letzten Jahre setzt sich fort“. Danach betrug 2010 der Frauenanteil im öffentlichen Dienst rund 55 Prozent und bei den Auszubildenden 58,8 Prozent. „Auch auf Führungsebene steigt der Frauenanteil: In der höchsten Leitungsebene sind 46,8 Prozent der Beschäftigten weiblich“. „Teilzeitarbeit nehmen weitaus mehr Frauen als Männer in Anspruch“. „In den 19 erfassten bremischen Gesellschaften arbeiten 8.939 Beschäftigte, der Frauenanteil liegt bei 68,7„“Prozent.“

#### Frauen in der Politik nach 1945
1945 erfolgte die Ernennung von Käthe Popall (KPD) zur ersten Senatorin in Bremen. In der ersten, ernannten Bürgerschaft von 1946 waren von 60 Abgeordneten nur drei Frauen (5 %). In den ersten sieben Wahlperioden von 1946 bis 1971 schwankt der Anteil der Frauen von 10 bis 14 Prozent. In der achten bis elften Wahlperiode von 1971 bis 1987 waren bei 100 Mandatsträgern 15 bis 18 Frauen vertreten, viele dabei aus der SPD. Erst mit der 12. Wahlperiode seit 1987 erhöhte sich der Frauenanteil deutlich auf 28 Frauen = 28 Prozent, davon 18 SPD, 4 Grüne, 4 CDU und 2 FDP.
1946 wurde mit Anna Stiegler (SPD) die erste Frau zur Vizepräsidentin der Bürgerschaft gewählt. 1952 wurde Annemarie Mevissen (SPD) als erste Frau Bürgermeisterin in Bremen.
Im Deutschen Bundestag waren von 1949 bis 1987 nur Männer für Bremen vertreten. Von 1987 bis 1990 und seit 1994 wurde über die Landesliste Marieluise Beck von den Grünen erste Frau für Bremen im Bundestag. Von 1990 bis 2002 gehörte Ilse Janz (SPD) vom Wahlkreis 52, Bremerhaven/Bremen-Nord, dem Bundestag an. Aktuell sind mit Marie-Luise Beck (Grüne) und Agnes Alpers (Linke) zwei Frauen für Bremen, bei sechs Mandaten im Bundestag, vertreten.
1961 kam erstmals mit Elisabeth Schwarzhaupt (CDU) eine Frau in die Bundesregierung. 1987 wurde Marieluise Beck (Grüne) als erste Frau Bremer Bundestagsabgeordnete. 1998 wurde Ilse Janz (SPD) als erste Frau Landesvorsitzende einer Partei in Bremen. 1994 kam Karin Jöns (SPD) als erste Bremer Frau in das Europaparlament.
Bremer Senat
1984 wurde mit Eva-Maria Lemke (SPD) nach Popall (KPD) und Mevissen (SPD) wieder eine Frau Senatorin.
Seit den 1990er Jahren werden Frauenfragen durch eine Senatorin im Senat vertreten durch: Sabine Uhl (SPD) (1990–1995), Christine Wischer (SPD) (1995–1999), Hilde Adolf (SPD) (1999–2002), Karin Röpke (SPD) (2002–2006) Ingelore Rosenkötter (SPD) (2006–2011) und Anja Stahmann (Grüne) (seit 2011).
2007 wurde Karoline Linnert (Grüne) Bürgermeisterin und Senatorin für Finanzen. Sie ist nach Mevissen die zweite Frau als Stellvertreterin des Präsidenten des Senats. Im Senat von 2011 unter Führung von Jens Böhrnsen (SPD) sind von den acht Mitgliedern vier Frauen (= 50 Prozent).
Seit 2015 sind im Senat Sieling von neun Senatsmitgliedern fünf Frauen vertreten und zwar von der SPD Claudia Bogedan, Eva Quante-Brandt und Ulrike Hiller sowie von den Grünen Karoline Linnert und Anja Stahmann.

##### Parteien
SPD: 1975 organisierte die Bremer Arbeitsgemeinschaft sozialdemokratischer Frauen in der SPD (ASF) das Schafferinnenmahl im Haus der Bürgerschaft. Die Protestveranstaltung richtete sich gegen die renommierte Schaffermahlzeit der Bremischen Wirtschaftsspitzen und Kapitäne der Stiftung Haus Seefahrt, die Frauen bislang fast völlig ausschlossen. 1977 lehnte eine knappe Mehrheit der SPD-Frauenkonferenz noch eine Quotierung für parteiinterne Posten ab und sahen das nur als „Schonraum“ für Frauen!- 1985 beschloss die SPD Bremen auf einem Landesparteitag ihren Frauenanteil in der Bremischen Bürgerschaft und in den Bremer Beiräten (Stadtteilparlamente in Bremen) stufenweise auf 50 Prozent zu erhöhen. 1988 wurde mit Ilse Janz erstmals eine Frau SPD-Landesvorsitzende.
CDU: Auch die Bremer CDU beschloss 1985 eine dem Frauenanteil in ihrer Mitgliedschaft (damals 33,1 %) entsprechende Quotierung bei der Besetzung von Parteiämtern vorzunehmen. Landesvorsitzender Bernd Neumann konnte jedoch nicht durchsetzen, dass zukünftig immer eine Frau als Stellvertretende Vorsitzende gewählt werden müsse. Von 2011 bis 2012 war erstmals mit Rita Mohr-Lüllmann eine Frau CDU-Landesvorsitzende.
Grüne: Bündnis 90/Die Grünen Bremen hatten traditionell einen erhöhten Frauenanteil in der Politik. Trotzdem kam es 1987 zu einem großen Streit, als die einzige weibliche Kandidatin für den Landesvorstand Christine Bernbacher bei der Wahl zum Landesvorstand durchfiel. Mit Karoline Linnert wurde 1991 erstmals eine Frau Fraktionsvorsitzende der Grünen.

##### Bürgerschaft
- In der 2. Wahlperiode der Bürgerschaft von 1947 waren 13 Frauen (= 13 %). vertreten.
- In der 9. Wahlperiode der Bürgerschaft von 1975 waren 16 Frauen (= 16 %). vertreten.
- In der 12. Wahlperiode der Bürgerschaft von 1987 waren 28 Frauen (= 28 %). vertreten.
- In der 17. Wahlperiode der Bürgerschaft sind Mitte 2011 von nun 83 Abgeordneten 34 Frauen (= 41 %).
- In der 18. Wahlperiode der Bürgerschaft sind Anfang 2013 von 83 Abgeordneten 35 Frauen (= 42 %).
- In der 19. Wahlperiode der Bürgerschaft sind im März 2016 von 83 Abgeordneten 30 Frauen (= 36 %).
- In der 20. Wahlperiode der Bürgerschaft sind im Februar 2021 von 84 Abgeordneten 31 Frauen (= 37 %).

## Gremien und Projekte der Frauenarbeit
- Seit 1946 gibt es den Bremer Frauenausschuss – Landesfrauenrat Bremen (bfa). Der Dachverband von um die 40 Frauenverbänden im Lande Bremen arbeitet überparteilich und religionsunabhängig für die Umsetzung der Gleichberechtigung.[6]
- Seit 1991 besteht der Verein Bremer Frauenmuseum. Die Vereinsgründerinnen waren Carola Bintakies, Ruth Hampe, Elisabeth Hannover-Drück, Hannelore Heinze, Gisela Hildebrand, Christine Holzner-Rabe, Inge Jacob, Frauke Krahé, Ingrid Löwer, Renate Meyer-Braun, Romina Schmitter, Ellen Terwey und Brigitta Wolff. Hintergrund der Vereinsgründung war die Erkenntnis, dass bestehende Bremer Museen den Lebensalltag und die Beiträge von Frauen verkürzt darstellen. Ziel war es deshalb, die Leistungen und das Wirken von Frauen in Geschichte und Gegenwart aufzuarbeiten und der Öffentlichkeit zur Kenntnis zu bringen. Der Verein dokumentiert die Leistungen bedeutsamer Frauen im Internet durch Frauenportraits, führt Ausstellungen durch, organisiert Vortragsreihen zu Frauenthemen, gibt Publikationen heraus und setzt sich für die Benennung Bremer Straßen und Schulen mit Frauennamen ein.[7]
- Die Bremische Zentralstelle für die Verwirklichung der Gleichberechtigung der Frau (ZGF) ist in Bremen seit 1980 eine Behörde. Ihr Auftrag ist es, darauf hinzuwirken, dass das verfassungsrechtliche Gebot der Gleichberechtigung der Frau erfüllt wird. Geleitet wird die Behörde durch die Landesbeauftragte für Frauen. Erste Frauenbeauftragte war von 1982 bis 1994 Ursel Kerstein (SPD), ihr folgte Ulrike Hauffe.[8]
- Belladonna Bremen, Sonnenstraße 8, gegründet 1986, ist ein Verein für Kultur, Bildung und Wirtschaft für Frauen, der die politische, gesellschaftliche und kulturelle Bildung fördert. Ihr Frauenpressearchiv mit 370.000 Artikeln ist das größte Archiv dieser Art in Nordeuropa. Das Dokumentationszentrum beinhaltet zudem eine Bibliothek mit über 7.000 Bänden.[9]
- Das Projekt thealit Frauen.Kultur.Labor. in Bremen entstand 1990/91 aus dem ehemaligen Frauenkulturhaus Bremen von 1982 mit dem Ziel, feministische Positionen in die Diskussion einzubringen.[10]

## Spät erreichte Ziele

### Schaffermahlzeit
Die Schaffermahlzeit ist in Bremen ist „das älteste fortbestehende, sich alljährlich wiederholende Brudermahl der Welt“. Frauen wurden jedoch bei diesem Festmahl bis 2014 ausgeschlossen. Öffentliche Kritik führte nur dazu, dass 2009 der Vorsteher der Schaffermahlzeit Frauen bei der Schaffermahlzeit nicht ausschloss. 2010 war aber nur eine reine Männerveranstaltung. 1996 wurde die Kapitänin Barbara Massing als Mitglied der Stiftung Haus Seefahrt aufgenommen. Sie nahm 2004 als erste Frau an der Schaffermahlzeit teil.
Die Arbeitsgemeinschaft sozialdemokratischer Frauen (ASF) in Bremen führte deshalb seit 1975 als Protestveranstaltung gegen den von Haus Seefahrt praktizierten Frauenausschluss bei der Schaffermahlzeit das Schafferinnenmahl durch. Zur 471. Schaffermahlzeit wurden 2015 auch weibliche Gäste „als hochrangige, auswärtige Repräsentantinnen von Unternehmen, Ländern und Instituten“ eingeladen. Als erste kaufmännische Schafferin wird Handelskammer-Präses Janina Marahrens-Hashagen, die 2022 die Schaffermahlzeit ausrichten soll.

### Bremer Eiswette
Die Bremer Eiswette ist seit 1829 ein jährlich stattfindender Brauch mit einer Wette und einem Fest. Alle Präsidenten, Festredner und Gäste waren bisher Herren. Die Damen amüsieren sich derweil im benachbarten Parkhotel Bremen beim Damenprogramm, zu dem die Herren erst nach Abschluss der Eiswettefeier dazukommen. Im Juni 2013 verabschiedete die Bremische Bürgerschaft mit deutlicher Mehrheit eine Forderung, künftig auch Frauen zuzulassen.

## Frühe Bremer Frauenrechtlerinnen
Alphabetisch geordnet und Hauptaktivität vor 1960
- Sigrid Åkerhielm (1875–1967), Frauenrechtlerin in Bremen, Vorstandsmitglied und Vorsitzende der Bremer Sektion der Internationalen Frauenliga für Frieden und Freiheit (IFFF)
- Minna Bahnson (1866–1947), im Vorstand des Verbandes Norddeutscher Frauenvereine, Schriftführerin im Bremer Frauen-Erwerbs- und Ausbildungsverein, Mitglied im Deutschen Verband für Frauenstimmrecht, Verein Mütter- und Säuglingsheime, Bremer Hausfrauenverein und Frauenstadtbund
- Dora Behrmann (1877–1942), Lehrerin, Mitglied der Frauenstimmrechtsbewegung und des Allgemeinen Lehrerinnenvereins
- Emilie Bendel (1839–1915), Pädagogin, Schulgründerin und Leiterin der Frauenschule
- Marie Böttner (1858–1937), Pädagogin, Vorsitzende des 1889 gegründeten Vereins bremischer Lehrerinnen (VBL), Teilnahme an internationalen Frauenkongressen in Berlin, Amsterdam und London
- Marie Eggers-Smidt (1844–1923), Frauenrechtlerin, für Soziale Aktionen u. a. im Prostitutionsbereich
- Ella Ehlers (1904–1985), Politikerin (KPD, SPD)
- Irmgard Enderle (1895–1985), sozialistische Politikerin, Gewerkschafterin, Journalistin und Mitglied der Bremischen Bürgerschaft (SPD)
- Anna Klara Fischer (1887–1967), Pädagogin und Sozialpolitikerin
- Betty Gleim (1781–1827), Pädagogin, Schulgründerin und Schriftstellerin
- Agnes Heineken (1872–1954), Pädagogin und Politikerin (DDP)
- Theda Heineken (1907–1993), Pädagogin, Gewerkschafterin (GEW) und Politikerin (DDP, FDP)
- Grete Hermann (1901–1984), Mathematikerin, Physikerin, Philosophin und Pädagogin; seit 1930 kämpfte sie gegen den Nationalsozialismus. Sie emigrierte 1937 nach England, kehrte 1946 nach Bremen zurück, baute die Pädagogische Hochschule auf und engagierte sich seit 1947 in der bildungspolitischen Arbeit der SPD.
- Hedwig Heyl (1850–1934), war eine Berliner Frauenrechtlerin und Sozialpolitikerin, die in Bremen geboren und aufgewachsen ist.
- Ottilie Hoffmann (1835–1925), Pädagogin und Sozialpolitikerin, Begründerin der Ottilie-Hoffmann-Häuser
- Beta Isenberg (1846–1933), Mäzenin im Sozial-, Kirch- und Kunstbereich, Vorsitzende im Verein für eine Zufluchtstätte für Frauen und Mädchen.
- Ida Janson (1847–1923), Pädagogin und Schulleiterin
- Clara Jungmittag (1881–1961), Politikerin (SPD), von 1920 bis 1933 in der Bremischen Bürgerschaft
- Helene Kaisen (1889–1973), Politikerin (SPD), Frau von Bürgermeister Wilhelm Kaisen
- Johanne Kippenberg (1842–1925), Pädagogin und Schulleiterin
- Auguste Kirchhoff (1867–1940), 1905 im Vorstand des Bremer Vereins für Frauenstimmrecht, Mitglied im Deutschen Bund für Mutterschutz Gründerin des Hausfrauenvereins Bremen
- Luise Koch (1860–1934), Pädagogin, 1904 im Deutschen Verband für Frauenstimmrecht, Vorsitzende des Bremer Vereins für Frauenstimmrecht
- Lore Krajewski (1921–2019), Architektin
- Hanna Kunath (1909–1994), erste Bremer Pilotin und Pionieren der Luftfahrt
- Mathilde Lammers (1837–1905), Pädagogin
- Wilma Landwehr (1913–1981), Fabrikarbeiterin, Politikerin (KPD, SPD), Mitglied der Bremischen Bürgerschaft (SPD)
- Elly Ley (1888–1982), Pädagogin, Politikerin (DVP, FDP), Mitglied der Bremischen Bürgerschaft
- Lucy Lindhorn (1850–1919), von 1893 bis 1917 erste weibliche Vorsitzende des Frauenerwerbvereins
- Elisabeth Lürssen (1880–1972), promovierte Pädagogin, Mitglied der Bremischen Bürgerschaft (DVP, BDP), Gründerin des Bremer Frauenausschusses und Mitbegründerin des Deutschen Frauenringes
- Marie Mindermann (1808–1882), Schriftstellerin
- Gisela Müller-Wolff (1922–2000), Volkswirtin und Politikerin (SPD), Mitglied der Bremischen Bürgerschaft
- Helene Neesen (1868–1956), leitete von 1914 bis 1916 den Frauenstadtbund, gründete den Hausfrauenverein, war im Vorstand des Frauenstimmrechtsverein und bewirkte um 1928/29 den Bau des Landhauses Horn.
- Charlotte Niehaus (1882–1975), Sozialarbeiterin, Politikerin (SPD) und Mitglied der Bremer Bürgerschaft
- Tami Oelfken (1888–1957), Schriftstellerin und Reformpädagogin
- Käthe Popall (1907–1984), Politikerin (KPD) und erste Senatorin
- Verena Rodewald (1866–1937), Politikerin, 1910 Vorsitzende des Frauenstadtbundes Bremen, Mitglied der Bremer Bürgerschaft (DVP)
- Henny Sattler (1829–1913), mit Ottilie Hoffmann und Marie Mindermann mit der Frauenbewegung verbunden, 1867 Gründung des Frauenerwerbsverein
- Meta Sattler (1867–1958), Sozialhelferin, gab Kurse für Mädchen- und Frauengruppen für soziale Hilfsarbeit, Leiterin in der Unterabteilung Frauenarbeit, Frauenrechtsberatungsstelle und Hauspflege beim Wohlfahrtsenator, 1919/20 Mitglied der Bremischen Nationalversammlung (DDP)
- Guste Schepp (1886–1967), Pädagogin, Mitglied der Bremer Bürgerschaft (Deutsche Staatspartei), Vorsitzende des Verbandes Norddeutscher Frauenvereine
- Adele Schmitz (1868–1951), Vorsitzende der Bremer Gruppe des Deutschen Bundes für Mutterschutz und Sexualreform, Mitglied der Bremer Ortsgruppe des Deutschen Frauenstimmrechtsverbandes, Teilnehmerin am Internationalen Frauenfriedenskongress in Den Haag
- Anna Schomburg (1875–1955), Pädagogin und Schulgründerin
- Hannelore Spies (1918–1986), Pädagogin, Mitglied der Bremischen Bürgerschaft (CDU), Vorsitzende des Frauenausschusses
- Anna Stiegler (1881–1963), Politikerin (SPD) und Mitglied der Bremischen Bürgerschaft
- Marie von Seggern (1884–1973), Ehrenamtliche Fürsorgerin, kommunale (Bremerhaven) und Landespolitikerin (SPD), MdBB
- Käthe Stricker (1878–1979), Pädagogin, 1904 im Deutschen Frauenstimmrechtsverband
- Anna Vietor (1860–1929), Pädagogin und Schulleiterin